# Alfons Goppel
Alfons Goppel, född 1905, död 1991, var en tysk politiker, Bayerns ministerpresident 1962-1978.
Goppel tog studenten vid Altes Gymnasium i Regensburg och studerades sedan juridik i München 1925-1929. Han flyttades sedan tillbaka till Regensburg och verkade som advokat. Den politiska karriären började 1930 då han blev medlem i Bayerische Volkspartei. Han blev 1933 medlem i SA och senare i nazistpartiet NSDAP.
Efter andra världskriget gick han med i CSU. 1954 blev han invald i Bayerns lantdag. 1962 utnämndes han till ny ministerpresident. Goppel satt som ministerpresident fram till 1978 då han efterträddes av Franz Josef Strauß. Under Goppel gjorde CSU sitt hittills bästa valresultat i lantdagen då man 1974 fick 62,1 % av rösterna. 1979-1984 satt Goppel i Europaparlamentet.
Goppel ligger begravd på Waldfriedhof i München.